# Koós János
Koós János (született Kupsa) (Bukarest, 1937. november 20. – Budapest, 2019. március 2.) Artisjus-díjas magyar előadóművész, humorista, színész.

## Ifjúkora
Kupsa János néven született Romániában, édesapja Kupsa János (Dés, 1901. november 14. – Budapest, 1967. június 30.), édesanyja Bartis Karola. A család Gyergyószárhegyen élt, de szobafestő édesapja éppen Bukarestben dolgozott, amikor várandós felesége meglátogatta, így végül ott született meg a fiuk. Származásáról így nyilatkozott: „Édesanyám és édesapám Erdélyben, a hargitai Gyergyószárhegyen lakott, igazi székely családból származom, a rokonságom egy része most is Gyergyószárhegyen él.”
1941-ben Erdélyből Miskolcra költöztek, ahol édesapja nővére is lakott. Házuk, a Kupsa-ház a Mindszent tértől 100 méternyire volt. Szülei a városban tudtak nyitni egy fűszerüzletet, de amikor államosították, édesapja a Lillafüredi Palotaszálló karbantartó igazgatója lett.
Zenész szeretett volna lenni, de édesapja azt akarta, hogy becsületes iparos ember legyen, mint amilyen ő is. „Fiam, nem kéne ilyen bohócnak menned.” – mondta neki és beíratta a miskolci katolikus gimnáziumba. Diákkorában úszott, vízipólózott, futballozott. Saját döntését követően átment a miskolci Zenepalotában működő zenei gimnáziumba, a Bartók Béla Zene- és Táncművészeti Szakgimnázium elődintézményébe, a Miskolci Állami Zenei Gimnáziumba, ahol az Oboaiskola című könyv szerzőjének, Szeszler Tibornak a tanítványa volt. A Miskolci Nemzeti Színház tizenhat éves korában felkérte, hogy oboán közreműködjön Wolfgang Amadeus Mozart Szöktetés a szerájból című operájában. 1957-ben leérettségizett. A szakgimnázium elvégzése után a Zeneművészeti Főiskola oboatanszakát végezte el, ahol Schwáb Nándor oboaművész volt a tanára. 1957 és 1960 között az Országos Pénzügyőr Zenekarban játszott. 1960. december 25-én volt az első fellépése a Zeneakadémián. Az ifjú oboaművész énektehetségét – habár nem volt célja az éneklés – korán felismerték, amikor 1960-ban viccből, Vico Torriani svájci énekest parodizálta a Zeneakadémia gólyabálján. Első táncdalénekesi felkérését 1960-ban kapta, amikor a műsor rendezője, Marton Frigyes „átkeresztelte”, mert szerinte Kupsa néven nem lehet valaki táncdalénekes. Első fizetése 600 forint volt a két fellépésért. Ettől az évtől kezdve a Kamara Varieté tagjaként dolgozott.

## Művészi pályája
1961-ben jelent meg előadásában Havasy Viktor és S. Nagy István szerzeménye, a Micsoda nagyszerű dolog című első nagy slágere, amellyel országosan ismert lett. Komolyabb sikereit aztán a Magyar Televízió Táncdalfesztivál című könnyűzenei versenyein indulva aratta, ahol kétszer is első díjat nyert. Az 1966-os táncdalfesztiválon az előadói díjat is megkapta. Énekesi karrierjével párhuzamosan színészként is tevékenykedett: Az oroszlán ugrani készül (1969), Bűbájosok (1969), A gyilkos a házban van (1970) című filmekben is szerepelt. 

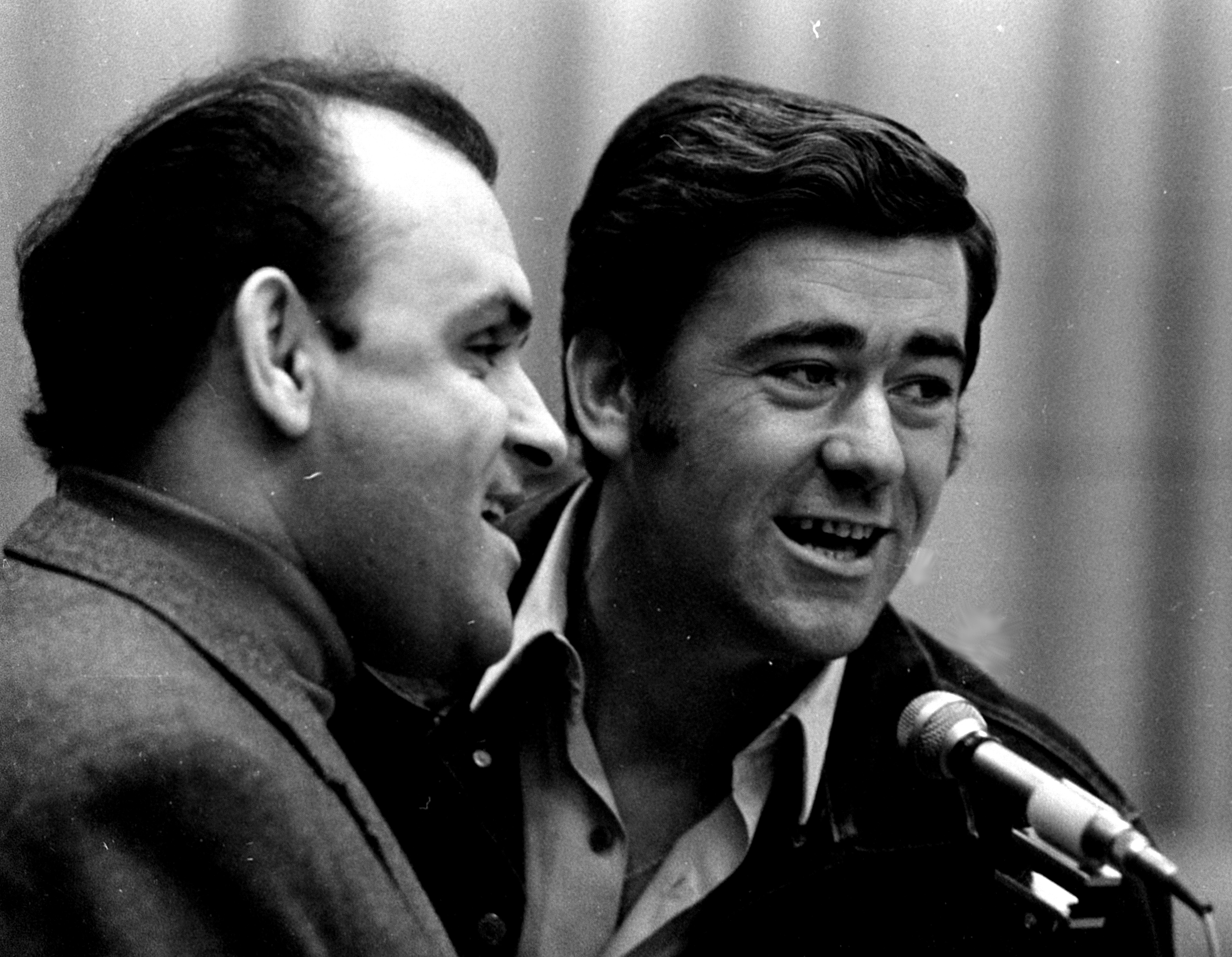
Hofi Géza és Koós János, 1974-ben

1967-ben Siófokon az Országos Rendező Iroda (ORI) Halló! Itt Balaton! című esztrádműsorában léptek fel először Hofi Gézával. Koós János így emlékezett vissza a kezdetre: „Egy alkalommal Siófokon tábortüzet raktunk, és a többi művésszel közösen elkezdtünk borozni. Mikor már megjött a hangulat, Hofi Gézával egy oroszkórus paródiát rögtönöztünk, óriási sikerrel”. A spontán létrejött duó előadása után művésztársuk, Bilicsi Tivadar megkérdezte, hogy miért nem adják elő ugyanezt a színpadon. Ekkortól kezdődött el a Hofi–Koós duó története, amely később humoros zenés paródiáikkal vált sikeressé.
Képletesen szólva a (Koós János) lapjaiban ugyanolyan színek voltak, mint az enyémben. Ő rendelkezett azokkal az összetett készségekkel, melyek nélkülözhetetlenek a showman számára. Muzikalitása elsőrangú, mimikája változatos, rögtönzőkészsége biztos, egyszóval ideális partner, akivel együtt még sok érdekes elképzelést tető alá hozhatok.
Az 1960-as években sokat turnézott a volt szocialista országokban. A Barátság fesztiválok keretében lépett fel egymás után Moszkvában, Varsóban, Prágában, Kelet-Berlinben, Bukarestben és Szófiában is. Egy-egy szocialista ország két-két énekest delegálhatott a turnékra és az egyik magyar előadó mindig ő volt. A Szovjetunióban sikert aratott Havasy Viktor orosz nyelven előadott Fekete vonat (Чëрный поезд) című táncdalával.

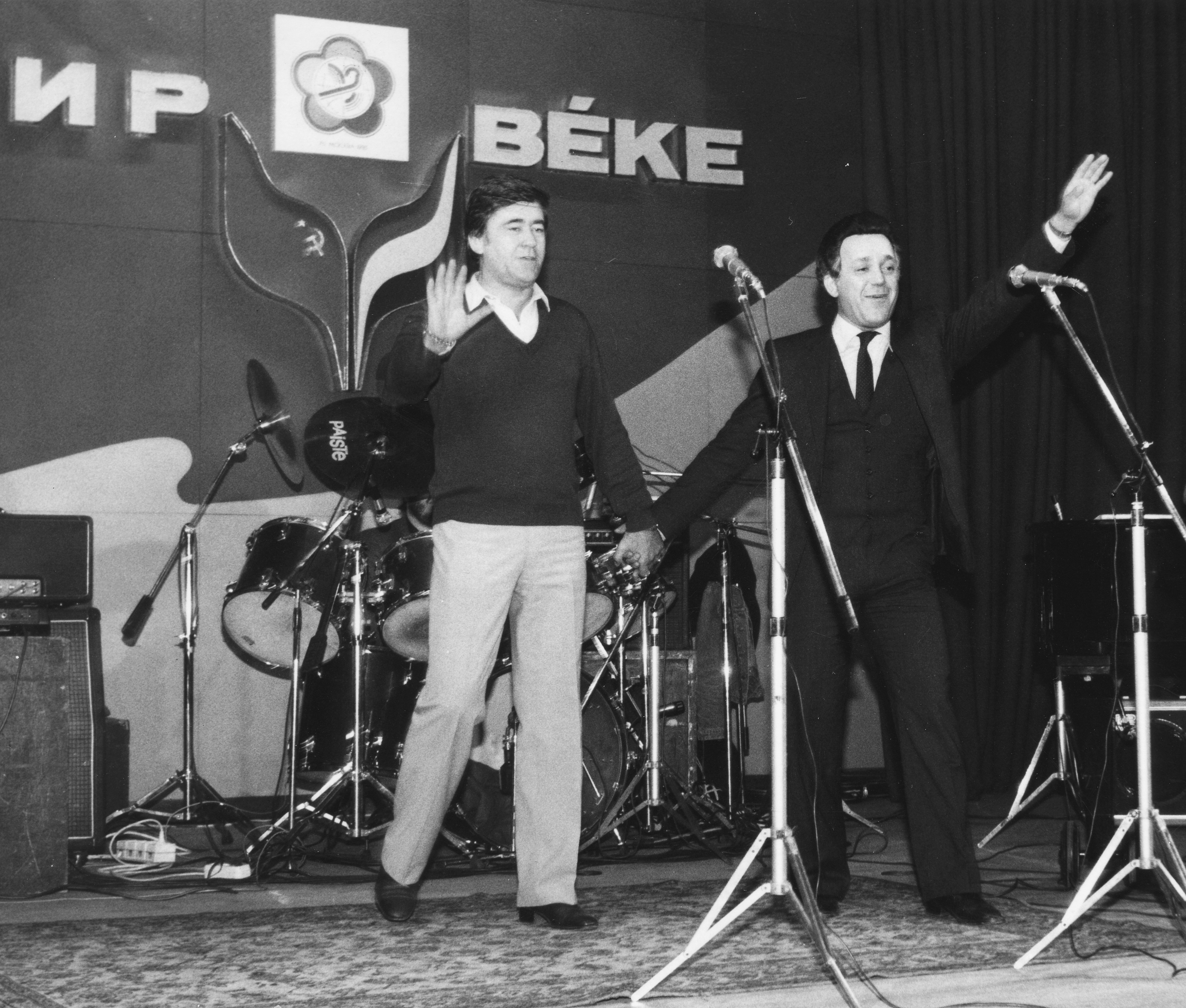
Koós János és Ioszif Kobzon szovjet énekes, 1984-ben

Akkoriban barátkozott össze Ioszif Kobzon szovjet énekessel is, aki Девочка у рояля címmel énekelte oroszul az ő Kislány a zongoránál című, nagysikerű magyar slágerét. Tizenhárom évig dolgozott együtt az Express zenekarral. 1968 decemberében, a Magyar Televízió Slágerkupa címmel vetélkedő műsort rendezett, amelyet a szilveszteri műsor keretein belül, az Express kíséretében, a Toldy Mária– Koós János–Hofi Géza trió nyert meg. Ekkoriban sokat turnézott a Szovjetunióban is, Solymos Antallal és az Express zenekarral több mint háromszázszor repült belföldi szovjet légi járatokon, Ungvártól Vlagyivosztokig nem volt olyan kis- és nagyváros, ahol ne léptek volna fel. Rendszeresen részt vett a Népstadionban rendezett Színész–Újságíró Rangadókon (SZÚR) a színészek kapusaként.
Egy turné alkalmával ismerkedett meg Dékány Sarolta énekesnővel, későbbi feleségével, akit házasságukat követően 1977 elején nem akartak kiengedni a férje után Kanadába, mert eleinte nem is kapott útlevelet. Hofi Gézával és Kovács Katival készítették el 1976-ban a Kell néha egy kis csavargás című zenés rádiójátékot, amely hanglemezen csak 1989-ben jelent meg, és amelyet később más dalok társaságában 1996-ban a Próbálj meg lazítani című CD-n adtak ki. Ők hárman alkották a zenés paródia műfaj első trióját. 1982–1985 között a Mikroszkóp Színpad tagja volt, színész- és humoristaszerepben. Legendás barátság fűzte művésztársához, Bajor Imre színész-humoristához, akivel együtt maradandót alkottak a színpadon. Énekesi karrierje később a mulatós nóták felé fordult. Hat nagylemezét és számos kislemezét adták ki. Járta az országot, művésztársa Latabár Kálmán színész, a népszerű komikus tanításához híven : „Fiam, a színház ott van, ahol én vagyok.” , aki minden egyes fellépését a legkomolyabban vette, ugyanolyan hittel, drukkal és felkészültséggel ment a legkisebb faluba is, mint az Erkel Színházba, ő is tette a dolgát.
1999–2000-ben az RTL Klub televíziónál kéthetente énekelt a Koóstoló című műsorban, de szerepelt a Heti Hetes című közéleti szórakoztató műsorban is. 2002-ben a Magyar Televízióban havonta szerepelt a Koós Klub című műsorban. 2018. március 9-én a 80. születésnapja alkalmából, sikeres koncertet adott a MOM Kulturális Központban. Utolsó televíziós szereplése 2019 februárjában, az ATV televízióadó Jakupcsek plusz című műsorában volt.

## Magánélete
1971-ben vette feleségül Dékány Sarolta énekesnőt; házasságukból 1973-ban született Koós Réka lányuk, majd 1976-ban Koós Gergő fiuk. Unokája, Rozi 2003-ban született. Amikor a gyerekei megszülettek elhatározta, hogy vesz egy lakóbuszt, amiben főzni és aludni lehet, hogy a gyermekeinek is megmutathassa Rómát, Párizst, Pompeiit és a nagyvilágot. Kedvenc étele az „erdélyi tárkonyos korhely pacalleves” volt
Hobbija volt a vitorlázás, a tenisz és karikatúrákat is rajzolt. Hatszoros magyar bajnok volt a Rosa névre keresztelt 40-es cirkáló legénységének tagjaként. Meghatározó volt életében a labdarúgás szeretete, az FTC csapatának lelkes szurkolója volt. Szurkolói fanatizmusára jellemző, hogy amikor 1976-ban Gergő fia megszületett, első ajándékként már a kórházban átadta a csecsemőnek a Fradi tagsági könyvét. Több ferencvárosi labdarúgó-generáció tagjaival került baráti kapcsolatba, Albert Flóriánnal a Ferencváros aranylabdás játékosával együtt elénekelte a Nem baj, ha múlnak az évek című slágerét is.
Mindig van valami mondanivalóm mindenkihez, mindenkit szeretnék a keblemre ölelni, mindenkivel szeretnék egy jót viccelni, a rendőrtől a postáson át a Nobel-díjas tudósig. Talán az egyetlen dolog a foci, amitől elborul az agyam. Ha most ide, az étterembe behoznának egy labdát, 63 évesen is fölállnék az asztaltól, és elkezdenék dekázni. Legfeljebb kidobnának.

## Halála
Rövid betegség után hunyt el, 2019. március 2-án. A kórházban hirtelen összeesett, s az orvosoknak már nem sikerült újraéleszteniük. Művészek, pályatársak búcsúztak tőle. Az ATV műsorában Csongrádi Kata emlékezett meg róla és az utolsó fellépéséről, míg az Echo TV reggeli műsorában Poór Péter emlékezett pályatársára. A TV2 Mokka című reggeli műsorának március 4-i adásában Zalatnay Saroltával, a Fem3 Café március 4-i adásában Zalatnay Saroltával és Soltész Rezsővel emlékeztek meg róla. Temetése március 20-án volt a Farkasréti temetőben, végső nyughelye a Művészek Parcellájában van, elhunyt művésztársainak sírja közelében. Temetői búcsúbeszédét a család kérésére Verebes István írta, amelyet Szerednyey Béla színművész olvasott fel a gyászolók előtt. A szertartáson ott volt többek között Zalatnay Sarolta, Poór Péter, Fásy Ádám, Csongrádi Kata, Szenes Andrea, Meződi József, az Apostol együttes énekese és Aradszky László özvegye.

## Díjai
- Táncdalfesztivál – Előadói díj (1966)
- Táncdalfesztivál – Első díj (1968)
- Táncdalfesztivál – Előadói díj (1968)
- Táncdalfesztivál – Első díj (1969)
- A Magyar Köztársasági Érdemrend kiskeresztje (1995)[80]
- Balatonvin Borlovagrend Nagykövete (2000)[81]
- A Hungarotontól életműlemezt kapott és a Rock Csillagok falára „tenyerelhetett” (2001)
- Artisjus Életműdíj (2005)
- Somlói Borrend Borlovagja (2005)[82]
- Szent Ivó[83] Borlovagrend Tiszteletbeli Borlovag (2006)[84]
- Tabu-Életműdíj (2011)
- Magyar Toleranciadíj (2011)
- Zámbó Jimmy-díj (2012)
- Bácskai Szent György Borlovagrend Borlovagja (2013)[85]
- Szenes Iván-életműdíj (2014)[86]
- Lyra-díj[87]
- Pro Urbe Miskolc (2016)[88]

## Albumai
- Gulliver és a hat törpe (1971)
- Az én utam (1973)
- Kell néha egy kis csavargás (1976)
- Koós III. (1979)
- Kislány a zongoránál (1982)
- Koós IV. (1983)
- Jubileum (1985)
- Jó estét, Mikroszkóp (1986)
- De jó így együtt (1988)
- Nem tudok én megjavulni (1990)
- Kabaré sok slágerrel (1992)
- Nótáskedvű volt az apám (1993)
- Próbálj meg lazítani (1996)
- Érzés (2001)
- Elfelejtett dallamok (2003)
- Arany nótái (2008)[89]

## Slágerei
- A férjek egyenjogúsága (Szenes Iván–Fényes Szabolcs)
- A szívem egy vándorcigány (Vándor Kálmán–Francesco Migliacci–Claudio Mattone)
- Akit szeretnek a lányok (Wolf Péter–Fülöp Kálmán)
- Annyi ember él a földön (zeneszerző: Dobos Attila), 1966-os Táncdalfesztivál – 2. díj
- Azt mondják rólad (Behár György–Szenes Iván)
- De jó így együtt (Havasy Viktor)
- Egy szál gyufa is (Szenes Iván–Wolf Péter)
- Ez az az a dal (Szenes Iván–Bakos Géza)
- Én, aki nála jártam (Szenes Iván–Nádas Gábor)
- Hadd legyek ma éjjel szerelmes beléd (Tardos Péter)
- Hogy vagy pajtás (Helmert–Hoof–Tardos Péter) duett Kovács Katival
- Kapitány (ifj. Kalmár Tibor–Havasy Viktor)
- Kislány a zongoránál (Szenes Iván–Lovas Róbert), 1968-as Táncdalfesztivál – 1. díj
- Letörlöm a könnycseppet az arcodról (Malek Miklós – S. Nagy István)
- Mi, férfiak (Szenes Iván–Lovas Róbert)
- Micsoda nagyszerű dolog (S. Nagy István–Havasy Viktor)
- Mondjátok meg Máriának (Havasy Viktor–Kalmár Tibor)
- Nekem csak vele kell a szerelem (Hajdu Sándor–Szenes Iván)
- Nem vagyok teljesen őrült (Szenes Iván–Lovas Róbert), 1969-es Táncdalfesztivál – 1. díj
- Nyírfák (Auth Ede–Kalmár Tibor)
- Sír a telefon (Vándor Kálmán–Thomas Bourtayre–Jean-pierre Henri Eugene–Francois Claude–Combes Franc–Georges Fernand)[90]
- Taka Taka (Verlackt Alfons Maria G)
- Tarzan (Wolf Péter–Fülöp Kálmán)
- Valóra vált látomás (Malek Miklós–S. Nagy István)
- Jó volna hinni még a boldogságban (Havasy Viktor)
- Ha zene szól, te se alhass[91] (Koncz Tibor)

## Filmjei

### Játékfilmek
- Nem ér a nevem (1961) – bárénekes
- A szélhámosnő (1963)
- Az oroszlán ugrani készül (1968) – Hepi
- Bűbájosok (1969) – teniszező
- A gyilkos a házban van (1970) – Poós Attila
- Fuss, hogy utolérjenek! (1972) – Bárzongorista
- Lila ákác (1973) – az orosz szám előadója
- Megalkuvó macskák (1979; rövid rajz-játékfilm) (hang)
- Apám beájulna (2003) – Barbi faterja

### Tévéfilmek
- Csudapest (1962)
- És Ön mit tud? (1962)
- Tánckongresszus (1966) – Küldött
- Irány Mexikó! (1968)
- Zenés TV Színház: Nyári kaland (1973) – Bandi
- Még mindig aktuális… (1976)
- A hátvéd halála és feltámadása (1981) – Tibi
- A három Pestőr (1984)
- Kisváros (1995) – Jánosi Géza
- TV a város szélén (1998) – Kornyika
- Koóstoló (1999)

### Szinkronszerepei
| Év   | Cím                                       | Szereplő                                    | Szinkronhang                   | Szinkron év |
| ---- | ----------------------------------------- | ------------------------------------------- | ------------------------------ | ----------- |
| 1968 | Asterix és Kleopátra (1. magyar szinkron) | Amonbofis                                   | Bernard Lavalette              | 1987        |
| 1970 | Macskarisztokraták                        | Thomas O'Pamacska                           | Phil Harris                    | 1994        |
| 1995 | Pocahontas                                | Powhatan főnök (ének) (+ Dobránszky Zoltán) | Jim Cummings (+ Russell Means) | 1995        |

## Rádiójáték
- Holnaptól nem szeretlek (1974)

## Musical
- Erkel Színház – Rock Színház – A nyakfelmetsző (Sweeney Todd) – Címszerep (1992)
- Budapesti Operettszínház – Víg özvegy (1995) – Báró Zéta Mirkó nagykövet[93][94]

## Televízió
- 1970 Egy férfi és egy nő (Kovács Katival)
- 1999–2000 Koóstoló (RTL Klub)
- 2002 Koós Klub

## Könyv
- Jani. Kötetlen mese egy életről; Alexandra, Pécs, 2007, ISBN 9789633705162
- Koós János–Erdős László: Koós Kapitány Képtelen Képes Könyve; SZS Kulturális Kiadó, Újlengyel, 2018, ISBN 9786158095006

## Portréfilmek
- Hogy volt?! – Koós János 77 (2014)[95]